# Доста Димовска
Доста Димовска (на македонска литературна норма: Доста Димовска) е известна поетеса и политик от Република Македония, дългогодишен заместник-председател на партия ВМРО-ДПМНЕ, министър на вътрешните работи в правителството на Любчо Георгиевски.

## Биография
Доста Димовска е родена на 17 февруари 1954 година в Скопие, тогава в Югославия, но потеклото ѝ е от мияшката паланка Лазарополе. Завършва философия във Философския факултет на Скопския университет „Св. св. Кирил и Методий“. Известно време е учителка в скопската гимназия „Георги Димитров“. Преди да започне да се занимава активно с политика, Димовска е отдадена на поетическото си творчество и активно участва в литературния живот в страната.
Димовска е избрана за заместник-председател на ВМРО-ДПМНЕ на конгреса през 1991 година в Прилеп. Близък сътрудник е на Любчо Георгиевски. До 1994 година Димовска е депутат в македонския парламент от ВМРО-ДПМНЕ. По това време тя е председател на парламентарната комисия по въпросите на междунационалните отношения. През 1998 г. e избрана за вицепремиер в правителството на Любчо Георгиевски. От 27 декември 1999 г. до 13 май 2001 г. Димовска е министър на вътрешните работи в същото правителство по време на отразяване атаките на албанските терористи над Тетово от 18 – 25 март 2001 г. с участието на специалното формирование „Лъвове“.
През 2002 година Димовска подава оставка от партийните си функции по политически причини. На 25 февруари 2002 година е назначена за директор на Агенцията за разузнаване на Република Македония. Димовска подава оставка от този пост на 5 май 2003 г. заради избухналия през 2001 г. скандал за подслушване. Въпреки че доказателства не са намерени, сянката на вината е хвърлена върху Вътрешното министерство, ръководено по това време от Димовска. Оставката ѝ води до разцепление във ВМРО-ДПМНЕ в началото на следващата 2004 г. За две години тя сформира партията ДРУМ, която обаче през 2006 г. отново се слива с ВМРО-ДПМНЕ.
Димовска е и председател на „Движение за евроатлантическа Македония“. 
Името на Димовска е замесено през 2007 г. и в друг скандал, след публикация в скопския вестник „Дневник“. Местна журналистка твърди, че таен агент откраднал списъка на всички македонски агенти на външното разузнаване и го предал на България. А инициалите на агента внушават, че той е племенник на Доста Димовска, която вече е в София.
От началото на 2007 г. до смъртта си през 2011 година Доста Димовска е директор на Културно-информационния център на Република Македония в София. Димовска е и българска гражданка. Доста Димовска е известна и като голям приятел на България.

## Творчество
- „Раждане в белота“, стихове
- „Длани“, стихове
- „Бели дъждове“, стихове
- „Македония – най-високата хубавина“, политически есета, интервюта и парламентарни изказвания